# Euplectus elongatus
Euplectus elongatus är en skalbaggsart som beskrevs av Brendel 1893. Euplectus elongatus ingår i släktet Euplectus och familjen kortvingar. Inga underarter finns listade i Catalogue of Life.